# 朱瓊燀
新野悼懷王朱瓊燀（1411年11月16日—1436年9月4日），明朝唐藩第一代新野王，唐定王朱桱第三子（庶子中排第二），母亲是孙氏。

## 生平
永樂九年十一月戊午（1411年11月16日）出生。宣德元年（1426年）九月，獲賜名瓊燀。宣德三年（1428年）三月，封新野王。宣德四年（1429年）四月，獲歲祿二千石，米鈔兼支。
正統元年七月辛亥（1436年8月29日），朱瓊燀因感染風疾，病情十分嚴重，明英宗命行在太醫院選擇一位精通醫術者火速前往治療。同月丁巳（1436年9月4日），朱瓊燀去世，享年二十六歲，諡號悼懷。八年後，嫡次子朱芝城襲爵。

## 家庭

### 妻妾
- 莊氏，西城兵馬副指揮莊才女，宣德三年（1428年）八月冊為新野王妃[8]，生朱芝城。
- 李氏，生朱芝埩。

### 子孫
- 庶長子：鎮國將軍朱芝埩（1431年－1487年）
  - 孫：輔國將軍朱彌銷[9]
    - 曾孫：奉國將軍→庶人朱宇淙
    - 曾孫：奉國將軍→庶人朱宇濢
    - 曾孫：奉國將軍→庶人朱宇溱[10]
    - 曾孫：奉國將軍
      - 玄孫：鎮國中尉→庶人朱宙柏[11]

    - 曾孫：奉國將軍
      - 玄孫：鎮國中尉
        - 五世孫：輔國中尉朱碩燒
          - 六世孫：奉國中尉朱器㠥[12]

    - 曾孫：奉國將軍
      - 玄孫：鎮國中尉
        - 五世孫：輔國中尉朱碩鯤
          - 六世孫：朱器墻[13]

    - 曾孫女：寧陵縣君，儀賓張勉[14]
- 嫡次子：新野恭簡王朱芝城